# Musée national de la Marine de Rochefort
Pour les articles homonymes, voir Musée national de la Marine.
Le musée national de la Marine à Rochefort est un musée national, établi dans l'hôtel de Cheusses situé dans le cœur historique de Rochefort.

## Présentation
Le musée est établi dans le plus ancien édifice civil de la ville, l'hôtel de Cheusses, qui fut construit au début du XVIIe siècle pour servir de logis au derniers seigneurs de Rochefort. Après la fondation de l'arsenal en 1666, il abrite le commandement, puis l'intendance de la Marine et au XIXe siècle le commissariat de la Marine. 
En 1927, l'arsenal est supprimé et un musée naval ouvre dans le bâtiment dès 1936. Un magnifique portail donne accès à la cour de ce monument historique aujourd'hui transformé en musée national.
C'est un musée national, une des cinq implantations du musée national de la Marine, établissement public du ministère de la Défense comprenant celles de Paris, Brest, Toulon et Port-Louis.
Il reçoit 30 000 visiteurs chaque année dont un grand nombre sont des touristes lors de la saison estivale.
La ville de Rochefort est un lieu de conservation d'importantes autres collections relatives à l'histoire de la marine française:
- le dépôt des archives de la Marine du littoral atlantique tenu par le service historique de la Défense avec 7 km de rayonnages, 25 000 ouvrages et 700 périodiques (fonds de l'intendance et de la préfecture maritimes, justice maritime et bagne de Rochefort, inscription maritime, construction navale, cartographie, météorologie, botanique, présences françaises en Outre-Mer, notamment au Canada, en Louisiane, aux Antilles, en Indochine, en Guyane[3]),
- le musée de l'aéronautique navale,
- le musée de la Corderie royale,
- le site de l'arsenal avec les anciennes formes de construction, les quais, les entrepôts,
- le musée national de l'Ancienne École de médecine navale.

Le musée de la Marine de Rochefort est inscrit dans la route historique des trésors des Charentes, circuit de découverte des monuments de la Saintonge.

## Historique
Le musée est installé dans l'hôtel particulier qui a conservé le nom d'Henri de Cheusses, le dernier seigneur de Rochefort.
De 1690 à 1927, il abrite successivement le logis du commandant de la Marine, de l'intendant et du commissaire de la Marine.
Créé en 1930, le musée de la Marine qui se nommait alors Musée naval hérita des collections de l'ancien musée des petits modèles qui conservait des maquettes de machines et de navires et divers souvenirs de l'arsenal.
Les anciennes collections de modèles et de sculptures de l'arsenal furent transférées dans l'hôtel de Cheusses qui fut classé monument historique en 1932.
Le Musée naval ouvrit ses portes au public en 1936 mais dut fermer ses portes  en 1940.
C'est en 1966 que la direction des musées de la Marine le réorganise en profondeur et l'ouvre de nouveau au public à l'été 1973.
Il est intégré à l'établissement public du musée national de la Marine depuis 1978.
Depuis l'été 2008, le musée a entrepris de nouveaux aménagements intérieurs avec l'installation d'un nouvel espace d'accueil et d'une boutique et des aménagements extérieurs avec le percement d'une nouvelle porte d'entrée qui le met directement en contact avec le quartier de l'arsenal où se trouve notamment l'espace muséographique de la Corderie royale - Centre international de la mer et le chantier-exposition de L'Hermione. Le musée de la Marine de Rochefort devient le musée du grand arsenal.

## Muséographie
Les collections de modèles de vaisseaux de l'arsenal, de sculptures ornementales et d'autres objets de la marine de guerre qui y sont exposées témoignent du destin militaire exceptionnel de Rochefort, ville nouvelle du XVIIe siècle érigée par Colbert pour la construction et l'entretien de navires.

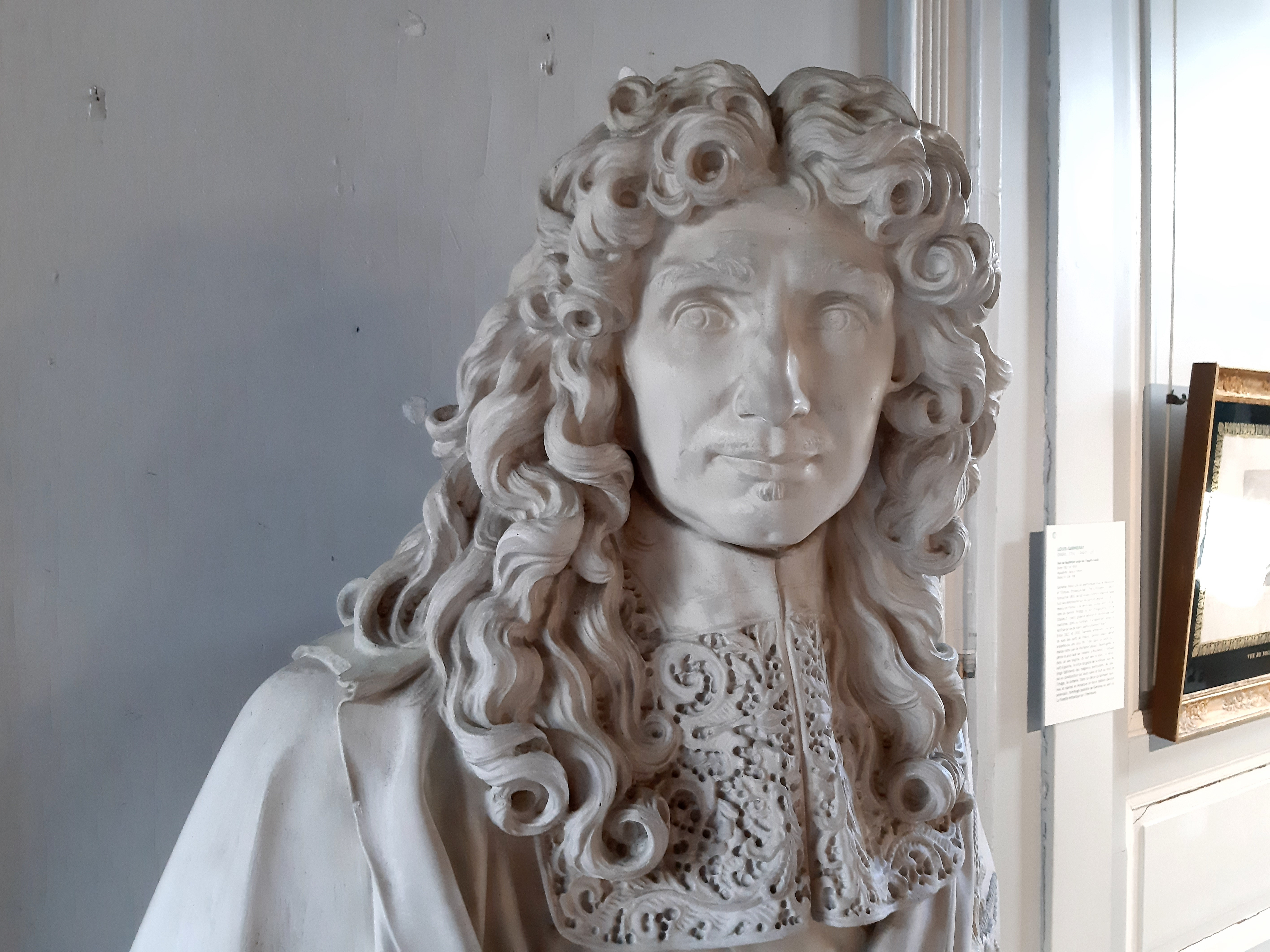
Buste de Jean-Baptiste Colbert
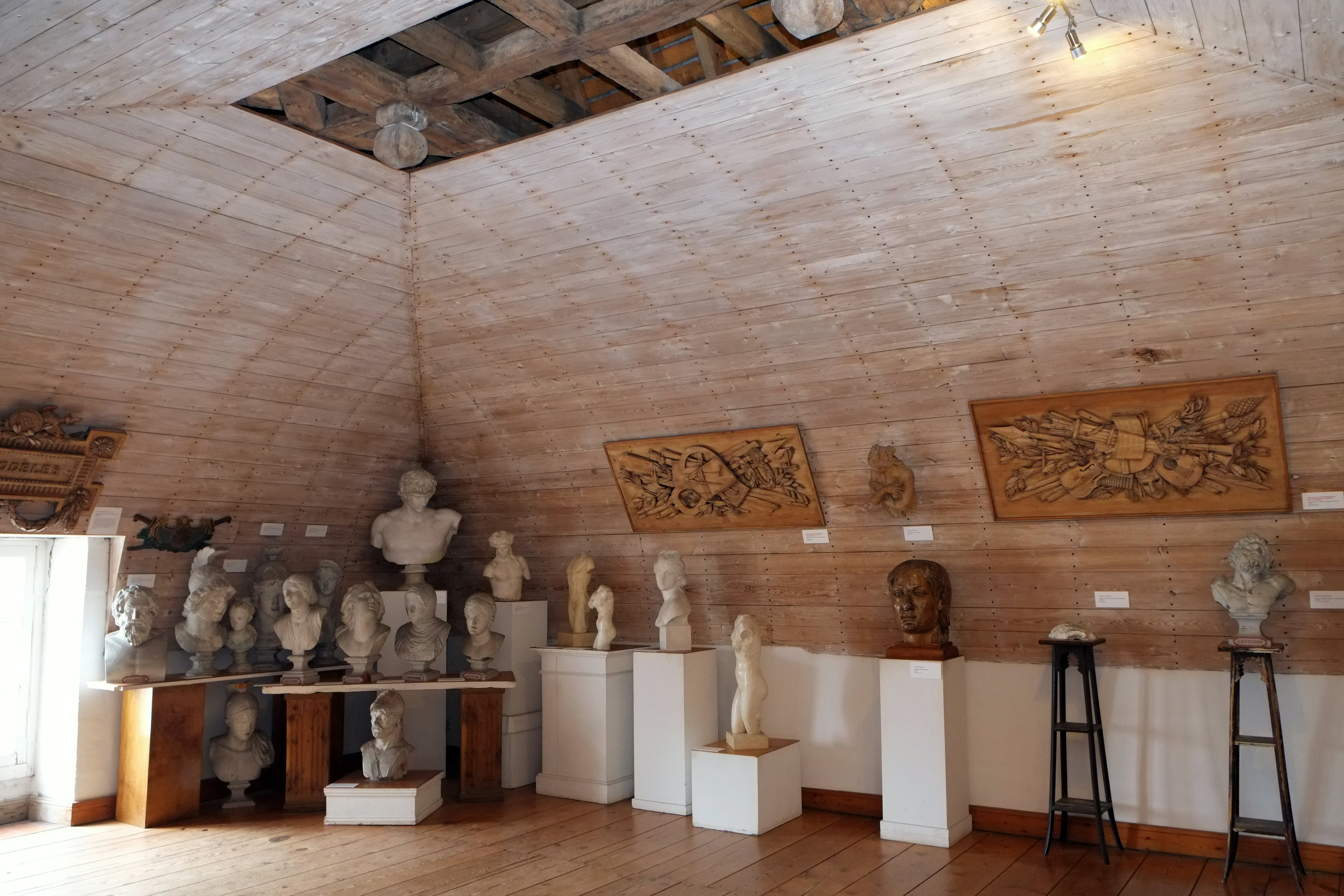
Salle des sculptures

L'hôtel de Cheusses qui abrite désormais les précieuses collections a conservé des boiseries datant des années 1770 et présente un plan en U typique des hôtels particuliers, lui permettant d'être à la fois ouvert sur la ville et l'arsenal.
La muséographie remarquable de ce musée est consacrée pour l’essentiel à l'histoire de l'arsenal maritime de Rochefort dans toutes ses dimensions :
- L'histoire des techniques de la construction navale et de son architecture par l'élaboration des ornements des navires.
- L'histoire politique et militaire.
- L'histoire sociale avec le récit de la vie de l'arsenal mais aussi des bagnards au temps où Rochefort possédait un des bagnes les plus importants du pays.
- L'histoire urbaine avec le développement de l'arsenal, son impact sur la ville, et économique concernant notamment les approvisionnements.
- L'histoire scientifique avec les récits des explorations et des explorateurs.

Des modèles de navires y sont exposés comme La Dédaigneuse et Le Dauphin Royal. Ils rappellent que la construction de ces anciens vaisseaux de guerre était d'une grande complexité et nécessitait une réelle ingéniosité.
Les activités de l'arsenal et de la corderie sont également présentées par des modèles réduits de machines dont la maquette de la plus ancienne forme de radoub maçonnée du monde datant de 1671 et qui a fait l'objet d'une très récente restauration. Parmi ces autres pièces exposées se trouve un des cabestans du Duguay-Trouin, vaisseau lancé à Rochefort en 1800.
Le travail des anciens bagnards y est également relaté .
Au deuxième étage du musée des cariatides en bois que les sculpteurs de l'arsenal réalisaient pour orner la poupe des navires de guerre sont exposés. Des armes et des instruments de navigation complètent ces riches collections.

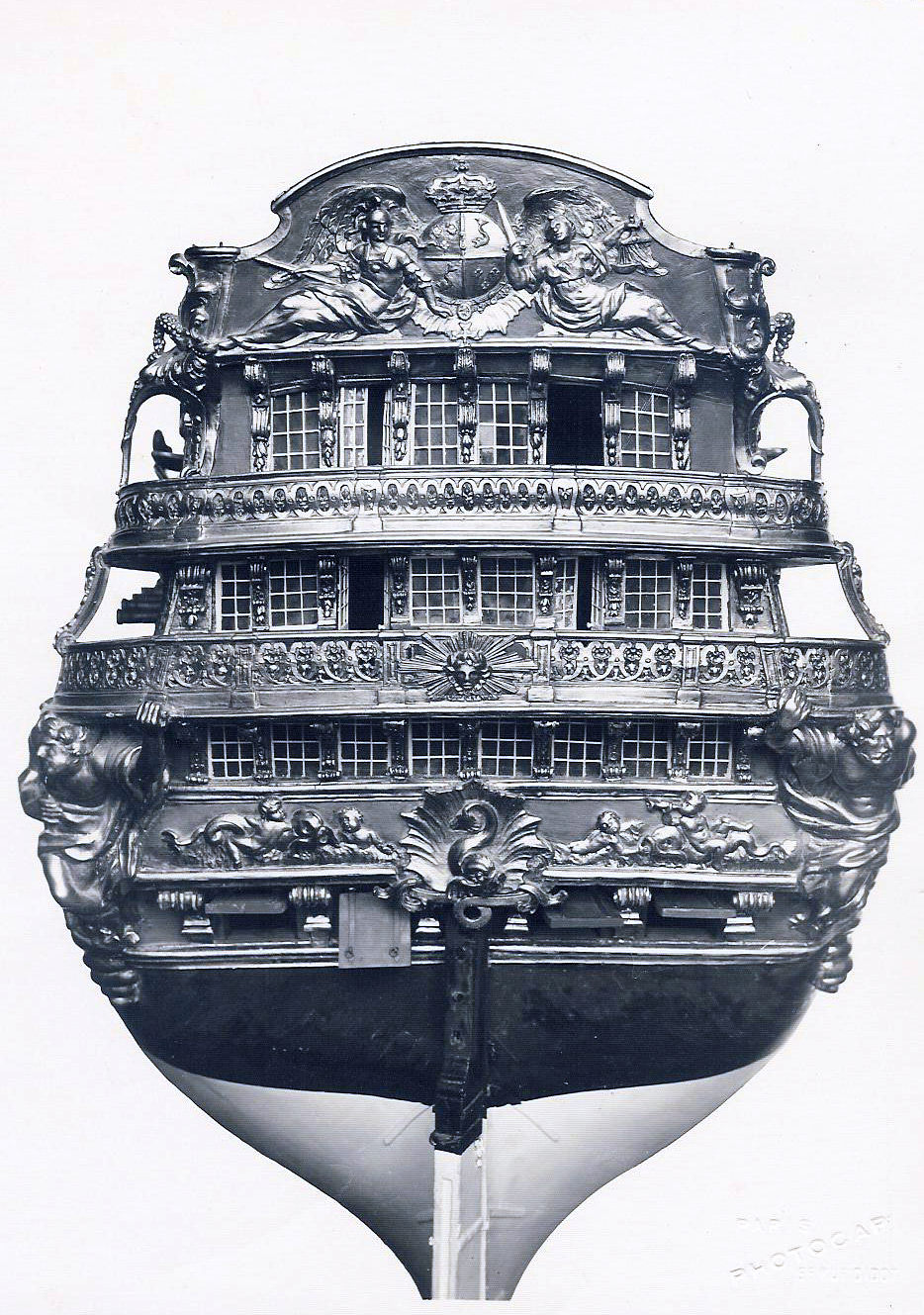
Vue arrière du Dauphin Royal, modèle réduit construit en 1751 pour l'instruction du Dauphin. Modèle exposé au musée.